# 沈杜公路駅
座標: 北緯31度3分49秒 東経121度30分27秒 / 北緯31.06361度 東経121.50750度
沈杜公路駅（しんとこうろえき、中文表記: 沈杜公路站）は中華人民共和国上海市閔行区に位置する上海軌道交通8号線、浦江線の駅である。

## 駅構造
- 島式ホーム1面2線の高架駅。

## 歴史
- 2009年7月5日 - 8号線の航天博物館駅（Aerospace Museum）として開業。
- 2013年8月31日 - 沈杜公路駅に改称[1]。
- 2018年3月31日 - 浦江線開業。

## 隣の駅
■上海軌道交通8号線
聯航路駅 - 沈杜公路駅
■上海軌道交通浦江線
沈杜公路駅 - 三魯公路駅